# Echinopepon longispinus
Echinopepon longispinus är en gurkväxtart som först beskrevs av Célestin Alfred Cogniaux, och fick sitt nu gällande namn av Joseph Nelson Rose. Echinopepon longispinus ingår i släktet Echinopepon och familjen gurkväxter. Inga underarter finns listade i Catalogue of Life.